# Tabanus yao
Tabanus yao är en tvåvingeart som beskrevs av Macquart 1855. Tabanus yao ingår i släktet Tabanus och familjen bromsar. Inga underarter finns listade i Catalogue of Life.